# Brokadbi
Brokadbi (Epeoloides coecutiens), är en biart som först beskrevs av Fabricius 1775. Brokadbi ingår i släktet Epeoloides och familjen långtungebin. Inga underarter finns listade.

## Beskrivning
Brokadbiet är ett 8,5 till 10 mm långt bi med svart huvud och mellankropp. Hanen har dock orangebrun behåring på mellankroppen. På bakkroppen har honan tergiterna 4 till 6 täckta med bordeauxfärgad behåring, vita hårfläckar i ansikte, på varje sida av mellankroppens främre, övre del och på den undre delen nära vingfästena, samt på sidorna av tergit 1 till 4, Även skenbenen har vita, filtartade hår på utsidorna. Någon scopa, en hårborste under buken, avsedd för polleninsamling som de flesta honor av buksamlarbin har, saknas hos denna parasitiska art – larverna lever ju av värdartens insamlade pollen. Hanen har en rödbrun bakkropp med oregelbundna, mörka fläckar och gulaktiga hårband längs tergiternas bakkanter. Båda könen har blågröna ögon.

## Ekologi
Arten är en boparasit, som lägger sina ägg i bon av lysingbin, där larven lever av värdlarvens tilltänkta föda, efter det att den dödat värdägget eller -larven. För detta ändamål har den i första larvfasen kraftiga, spetsiga käkar. Habitaten följer värdarten, som strandområden, våtmarker och diken med god tillgång på strandlysing och praktlysing, gärna i varma lägen som sandiga sydsluttningar. Arten flyger inte till lysingblommor då dessa saknar nektar, utan hämtar nektar från flera olika, blommande växter, bland andra fackelblomsväxter (som fackelblomster), ljungväxter (ljung), korgblommiga växter (kärrtistel), väddväxter (åkervädd), kransblommiga växter (backtimjan) samt ärtväxter (vitklöver). Arten flyger från slutet av juni till augusti månad ut; hanarna börjar flyga tidigare än honorna, och avslutar även aktivitetsperioden tidigare.
Det är vanligt att båda könen både vilar och sover med käkarna fastlåsta vid strån eller växtstänglar.

## Utbredning
Utbredningsområdet omfattar Syd-, Mellan- och delar av Nordeuropa norrut till Finland samt österut till Ryssland; dock saknas arten i Storbritannien och Irland.
I Finland har arten funnits sedan omkring 1970. I Finland, där Artdatacentret klassificerat arten som livskraftig ("LC"), har den främst observerats i de sydligaste delarna, inklusive Åland, med det nordligaste fyndet 2014 i Norra Karelen. Den påträffades första gången i Danmark den 22 juli 2012 vid Frøslev Mose i sydligaste Jylland, och betecknas numera (2022) som "sällsynt" (sjælden).
Arten upptäcktes första gången i Sverige i juli 2023 i Riddersholms naturreservat. Artdatabanken har givit den det svenska trivialnamnet brokadbi, men har ännu inte (2025) angivit någon rödlistestatus.

## Bildgalleri

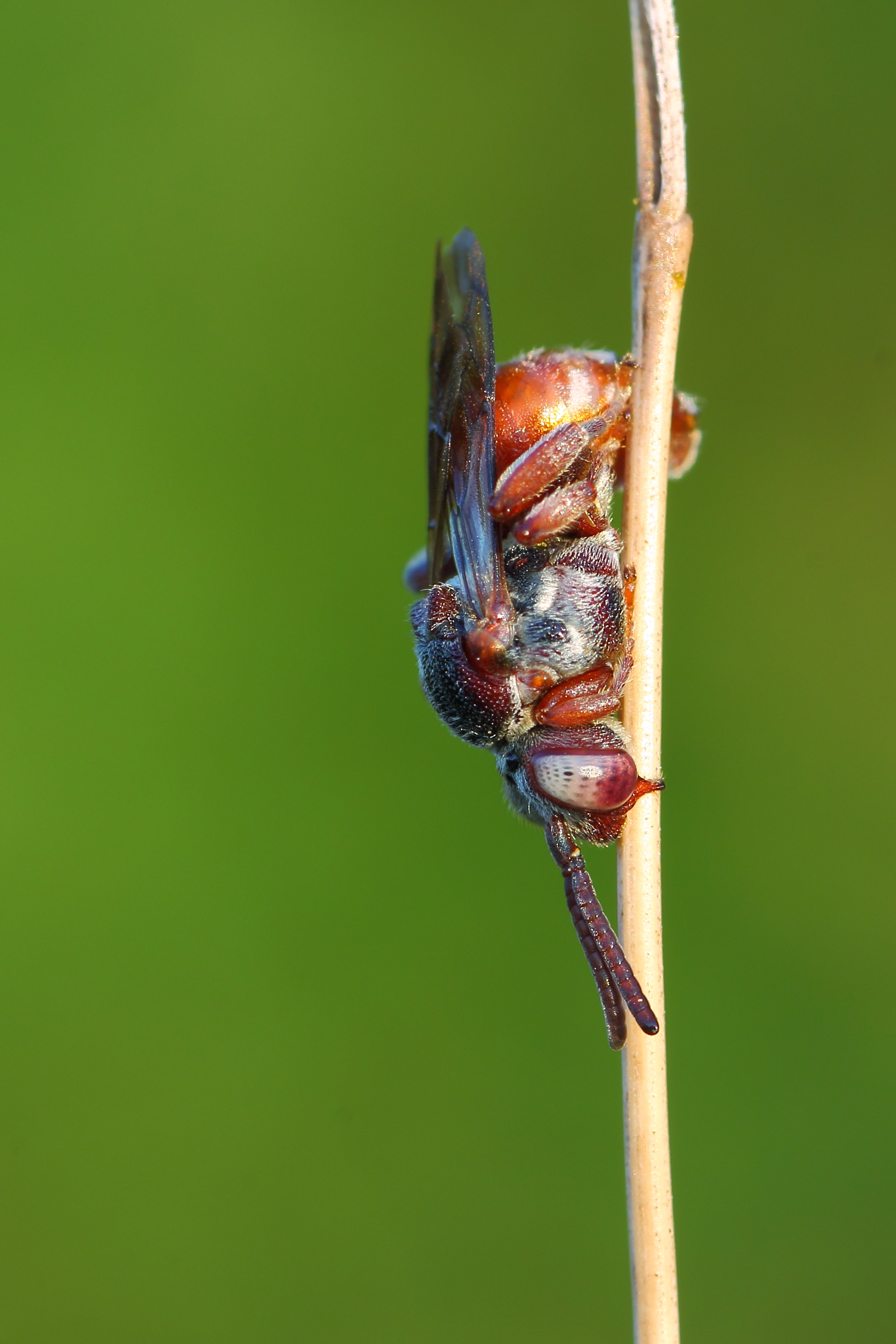
Sovande hona.
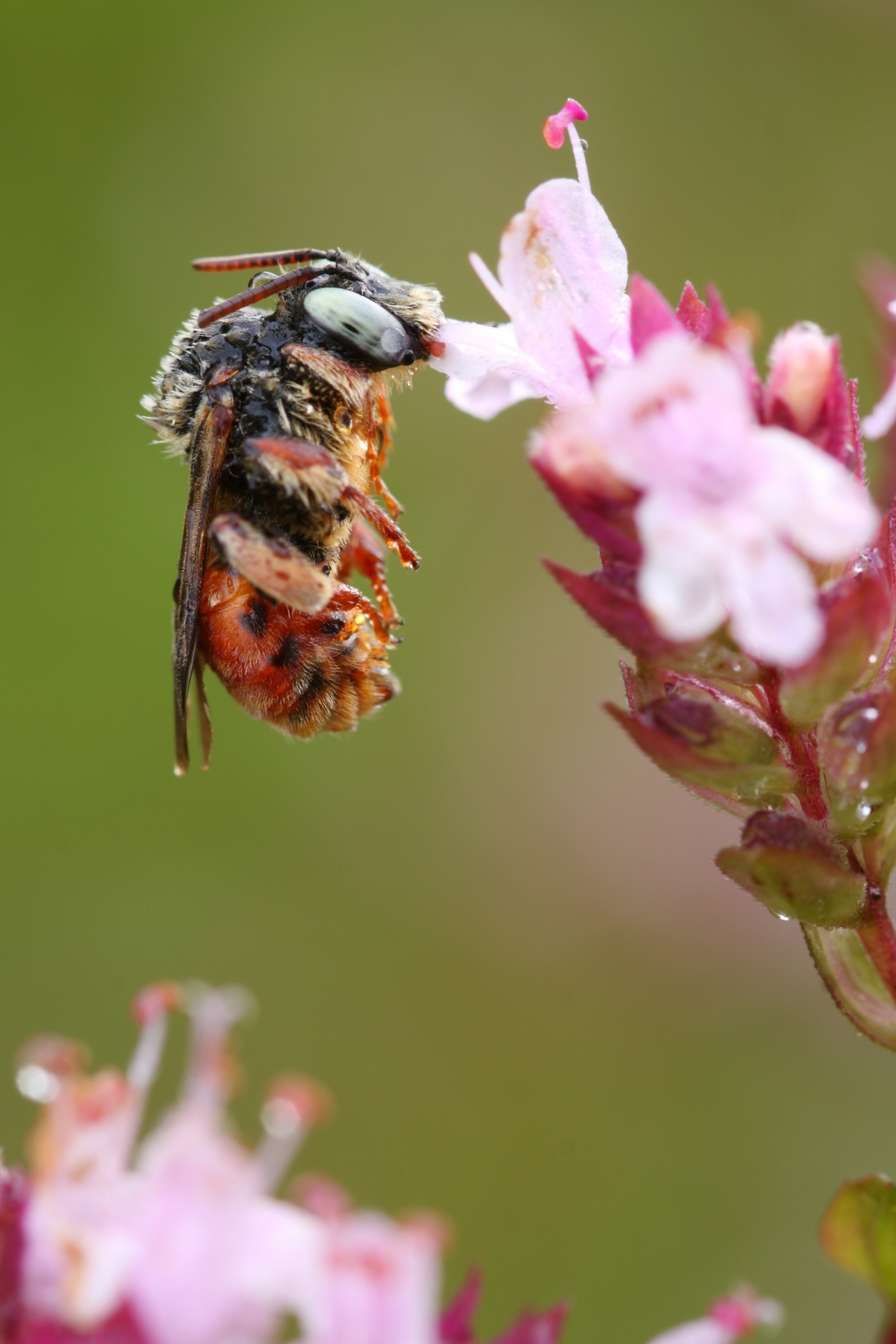
Hane.